# Hempstead (Nova Iorque)
Hempstead (ou Incorporated Village of Hempstead) é uma aldeia e centro, localizada na vila de Hempstead, no condado de Nassau, em Long Island, em Nova Iorque nos Estados Unidos. A população era de 59.169 no censo de 2020, tornando-a aldeia mais populosa de Nova Iorque. 

A aldeia Incorporada de Hempstead é o local da "cidade" do século XVII, a partir da qual os colonos ingleses e holandeses desenvolveram a cidade de Hempstead, a cidade de North Hempstead e, finalmente, o condado de Nassau. É a maior comunidade em população na cidade de Hempstead e no condado de Nassau.
A Hofstra University está parcialmente localizada em Hempstead. 

## Geografia

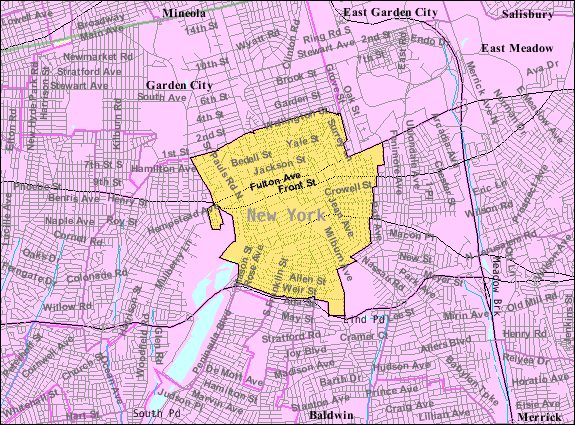
Mapa do Censo dos EUA

De acordo com o United States Census Bureau, a aldeia tem uma área total de 9.5 km². A aldeia de Hempstead, difere-se da maioria do condado de Nassau pois sua densidade populacional é de cerca de 15.000 pessoas por milha quadrada, quase quatro vezes a de seu vizinho na fronteira norte, Garden City.

## Etimologia
Hempstead pode ter recebido o nome de Hemel Hempstead no condado Inglês de Hertfordshire, onde nasceu o fundador da vila, John Carman. Outra teoria sobre a origem do nome da vila é que ele é derivado da cidade de Heemstede na Holanda, já que esta era uma área de onde se originaram muitos colonos holandeses da Nova Holanda.
Em 1664, o novo assentamento adotou as Leis do Duque, um conjunto austero de leis que se tornou a base sobre a qual as leis de muitas colônias seriam fundadas.  Por um tempo, Hempstead ficou conhecido como "Old Blue", como resultado das leis azuis.

## Outros
1. ↑  «US Gazetteer files: 2010, 2000, and 1990». www.census.gov. United States Census Bureau. 12 de fevereiro de 2011. Consultado em 23 de abril de 2011